# Famechon (Pas-de-Calais)
Pour les articles homonymes, voir Famechon.
Famechon est une commune française située dans le département du Pas-de-Calais en région Hauts-de-France. Ses habitants sont appelés les Famechonais.
La commune fait partie de la communauté de communes des Campagnes de l'Artois qui regroupe 96 communes et compte 33 141 habitants en 2021.

## Géographie

### Localisation
Localisée dans le sud-est du département du Pas-de-Calais et limitrophe du département de la Somme, Famechon est une commune de la vallée de la Quilliene située, à vol d'oiseau, à 9 km à l'est de la commune de Doullens et à 27 km au sud-ouest de la commune d’Arras (chef-lieu d'arrondissement et préfecture du Pas-de-Calais).
Le territoire de la commune est limitrophe de ceux de six communes, dont deux portent le nom de Thièvres et dont l'une d'elles, Thièvres, est située dans le département de la Somme.
Les communes limitrophes sont  Authie, Orville, Pas-en-Artois, Pommera, Thièvres et Thièvres.

### Géologie et relief
La superficie de la commune est de 4,61 km2 ; son altitude varie de 72  à   152 m.

### Hydrographie
Le territoire de la commune est situé dans le bassin Artois-Picardie.
La commune est traversée par la Quilliene, un cours d'eau de 11,88 km, qui prend sa source dans la commune de Saulty et se jette dans l'Authie au niveau de la commune de Thièvres dans le département de la Somme.

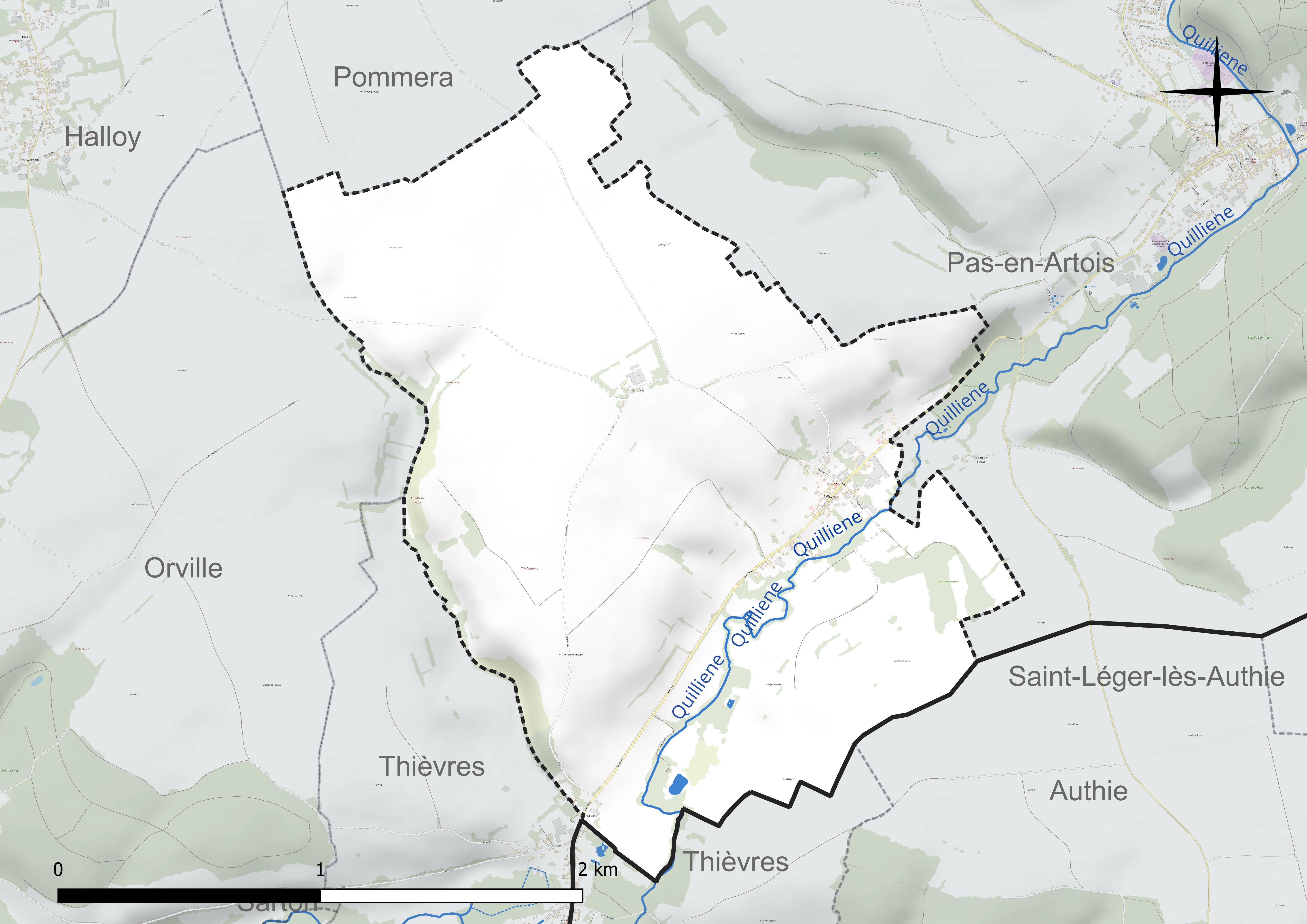
Réseau hydrographique de Famechon.

### Climat
Pour des articles plus généraux, voir Climat des Hauts-de-France et Climat du Pas-de-Calais.
En 2010, le climat de la commune est de type climat océanique dégradé des plaines du Centre et du Nord, selon une étude du CNRS s'appuyant sur une série de données couvrant la période 1971-2000. En 2020, Météo-France publie une typologie des climats de la France métropolitaine dans laquelle la commune est exposée à un climat océanique et est dans la région climatique Nord-est du bassin Parisien, caractérisée par un ensoleillement médiocre, une pluviométrie moyenne régulièrement répartie au cours de l’année et un hiver froid (3 °C).
Pour la période 1971-2000, la température annuelle moyenne est de 10,3 °C, avec une amplitude thermique annuelle de 14,3 °C. Le cumul annuel moyen de précipitations est de 798 mm, avec 12,5 jours de précipitations en janvier et 9,2 jours en juillet. Pour la période 1991-2020, la température moyenne annuelle observée sur la station météorologique la plus proche, située sur la commune de Saulty à 9 km à vol d'oiseau, est de 10,4 °C et le cumul annuel moyen de précipitations est de 899,7 mm,. Pour l'avenir, les paramètres climatiques de la commune estimés pour 2050 selon différents scénarios d'émission de gaz à effet de serre sont consultables sur un site dédié publié par Météo-France en novembre 2022.

### Paysages
Pour un article plus général, voir Paysage en France.
La commune s'inscrit dans l'est du « paysage du val d’Authie » tel que défini dans l’atlas des paysages de la région Nord-Pas-de-Calais, conçu par la direction régionale de l'Environnement, de l'Aménagement et du Logement (DREAL),.
Ce paysage, qui concerne 83 communes, se délimite : au sud, dans le département de la  Somme par le « paysage de l’Authie et du Ponthieu, dépendant de l’atlas des paysages de la Picardie et au nord et à l’est par les paysages du Montreuillois, du Ternois et les paysages des plateaux cambrésiens et artésiens. Le caractère frontalier de la vallée de l’Authie, aujourd’hui entre le Pas-de-Calais et la Somme, remonte au Moyen Âge où elle séparait le royaume de France du royaume d’Espagne, au nord.
Son coteau Nord est net et escarpé alors que le coteau Sud offre des pentes plus douces. À l’Ouest, le fleuve s’ouvre sur la baie d'Authie, typique de l’estuaire picard, et se jette dans la Manche. Avec son vaste estuaire et les paysages des bas-champs, la baie d’Authie contraste avec les paysages plus verdoyants en amont.
L’Authie, entaille profonde du plateau artésien, a créé des entités écopaysagères prononcées avec un plateau calcaire dont l’altitude varie de 100  à   163 m qui s’étend de chaque côté du fleuve. L’altitude du plateau décline depuis le pays de Doullens, à l'est (point culminant à 163 m), vers les bas-champs picards, à l'ouest (moins de 40 m). Le fond de la vallée de l’Authie, quant à lui, est recouvert d’alluvions et de tourbes. L’Authie est un fleuve côtier classé comme cours d'eau de première catégorie où le peuplement piscicole dominant est constitué de salmonidés. L’occupation des sols des paysages de la Vallée de l’Authie est composée pour 70 % en culture.

### Milieux naturels et biodiversité

#### Zone naturelle d'intérêt écologique, faunistique et floristique
L’inventaire des zones naturelles d'intérêt écologique, faunistique et floristique (ZNIEFF) a pour objectif de réaliser une couverture des zones les plus intéressantes sur le plan écologique, essentiellement dans la perspective d’améliorer la connaissance du patrimoine naturel national et de fournir aux différents décideurs un outil d’aide à la prise en compte de l’environnement dans l’aménagement du territoire.
Le territoire communal comprend une ZNIEFF de type 1 : la vallée de la Quillienne, ses vallons adjacents et bois d'Orville, d’une superficie de 2 143 ha et d'une altitude variant de 65  à   154 mètres. Cette vallée associe des influences thermophiles dans les lisières et sur les pelouses et un caractère psychrophile au niveau des forêts de ravins. Une partie du site est occupée par l’agriculture intensive.

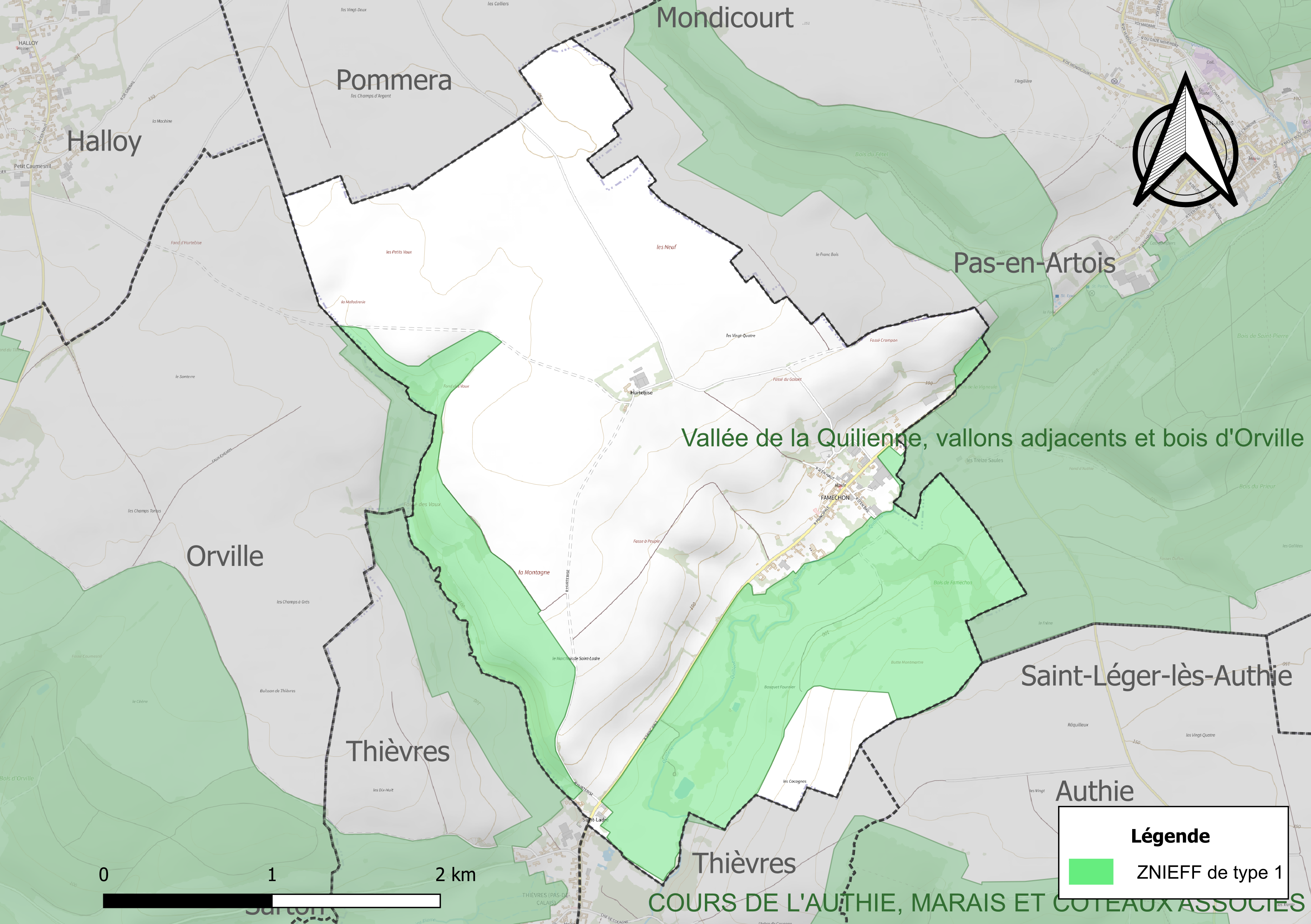
Carte de la ZNIEFF sur la commune.

## Urbanisme

### Typologie
Au 1er janvier 2024, Famechon est catégorisée commune rurale à habitat dispersé, selon la nouvelle grille communale de densité à sept niveaux définie par l'Insee en 2022.
Elle est située hors unité urbaine et hors attraction des villes,.

### Occupation des sols
L'occupation des sols de la commune, telle qu'elle ressort de la base de données européenne d’occupation biophysique des sols Corine Land Cover (CLC), est marquée par l'importance des territoires agricoles (99,9 % en 2018), une proportion identique à celle de 1990 (99,9 %). La répartition détaillée en 2018 est la suivante : 
terres arables (73,6 %), prairies (25,9 %), zones agricoles hétérogènes (0,4 %), forêts (0,1 %). L'évolution de l’occupation des sols de la commune et de ses infrastructures peut être observée sur les différentes représentations cartographiques du territoire : la carte de Cassini (XVIIIe siècle), la carte d'état-major (1820-1866) et les cartes ou photos aériennes de l'IGN pour la période actuelle (1950 à aujourd'hui).

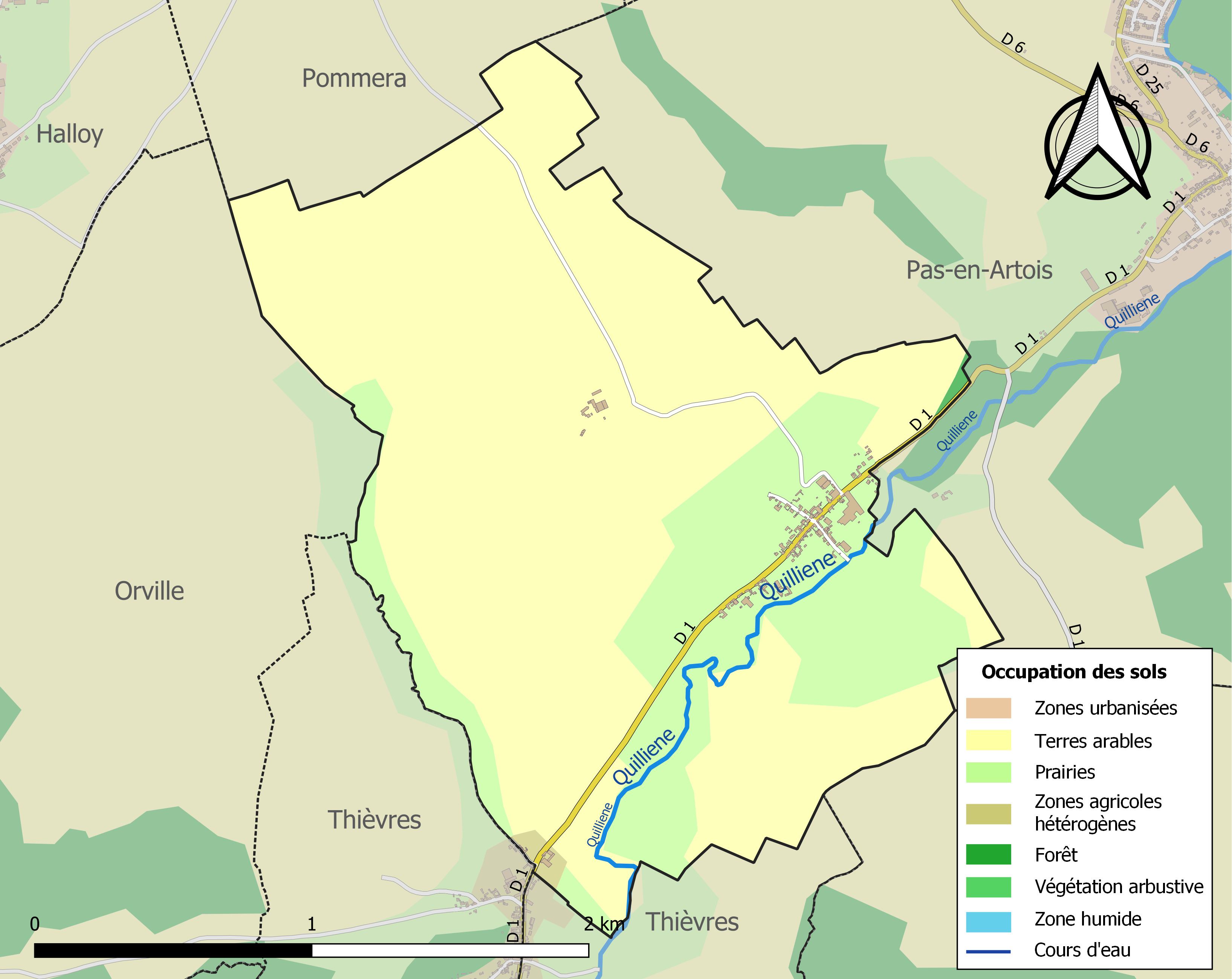
Carte des infrastructures et de l'occupation des sols de la commune en 2018 (CLC).

### Voies de communication et transports

#### Voies de communication
La commune est desservie par la route départementale D 1.

## Toponymie
Le nom de la localité est attesté sous les formes Famechon en 1284 ; Fanmechon en 1373, Famechon depuis 1793 et 1801.

## Histoire

### Temps modernes
Famechon est le siège d'une seigneurie avant la Révolution française.
Le lieu a donné son nom à une famille noble de la société d'Ancien Régime: les Venant de Famechon.
En mai 1769, sont érigées en marquisat (titre de marquis) les terres de Famechon, Ivergny, du Refuge en Ivergnie, d'Ovancourt et de la Motte, unies en une seule terre sous le nom d'Ivergny, La terre de Famechon relève de la châtellenie de Pas (Pas-en-Artois), celle d'Ivergny est tenue de la châtellenie de Rollancourt, les deux terres possèdent toute la justice seigneuriale. Le fief du Refuge en Ivergny est tenu du comte de Saint-Pol, celui d'Ovancourt relève du seigneur des Grands-Ovancourt, celui de la Motte relevant de la seigneurie de Coin.

#### Familles de Famechon

##### Souche de Belvalet
- Philippe comte de Belvalet était en 1645 lieutenant-général, commandant la province d'Artois et gouverneur des ville et cité d'Arras.
- Antoine Ier de Belvalet, chevalier, seigneur de Famechon, mort à Paris en 1650, conseiller d'État, inhumé à Arras à l'abbaye de la Paix (couvent des Bénédictines de la Paix), fondé par ses ancêtres[21].
- Antoine II de Belvalet, fils d'Antoine Ier, et beau-frère de Louis de Venant, était, au moment de sa mort en 1696, colonel du régiment de Famechon, maréchal des camps et armées de France et d'Angleterre[21].
- Dominique François de Belvalet, mort en 1712, était maréchal de camp, gouverneur d'Alcantara[22].
- Charles comte de Belvalet, mort à Madrid en 1717, était lieutenant-général des armées du roi d'Espagne Philippe V, gouverneur de Lérida.
- Ignace de Belvalet de Famechon est oncle d'Ignace de Venant ci-dessous et de Jacques Onuphre François de Belvalet, marquis d'Humerœuille.Il fait carrière en tant que colonel d'un régiment de son nom et meurt maréchal de camp et des armées du roi[22].

##### Souche de Venant
- Guillaume Venant, natif d'Auxi (Auxi-le-Château) a desservi plusieurs offices, a perdu une grande partie de ses biens pendant les guerres de France, ses papiers et documents étant au château de Frévent qui a été pris.
- Louis Ier Venant, fils de Guillaume, a servi pendant les guerres de Charles Quint et de Philippe II, sous le vicomte de Gand, sous les sieurs de Boubers et dr Vaulx, premier comte de Bucquoy, a exercé plusieurs bailliages, s'est marié deux fois, d'abord à N... Haynau, noble puis avec Antoinette Maillet[23].
- Philippe Ier Venant, fils de Jean Ier Venant (voir Personnalités de Graincourt-les-Havrincourt) mort en 1660 était commandeur (de l'Ordre de Saint-Jean de Jérusalem) de Silippe et de Burgos.
- Louis II Venant, frère du précédent Philippe Ier, en 1606, occupait la fonction de commandeur de l'ordre de Malte, et fut envoyé par cet ordre auprès des archiducs Albert d'Autriche et Isabelle-Claire-Eugénie d'Autriche, gouverneurs des Pays-Bas.
- Louis III Venant, neveu de Philippe Ier Venant ci-dessus, chevalier, seigneur de Graincourt. est l'arrière-grand-père de François Joseph de Venant de Famechon ci-dessous.
- Louis Venant a épousé Madeleine de Belvalet, fille d'Antoine Ier de Belvalet[21].
- Ignace de Venant, seigneur de Famechon et de Saternaut, gentilhomme de la province d'Artois, capitaine dans le régiment d'Isenghien, reçoit en juillet 1698 des lettres données à Versailles, l'autorisant à porter sur ses armes une couronne de cinq fleurons d'or, et à prendre pour supports, deux griffons de sable becqués et armés de gueules. Il est le fils de Dominique Louis de Venant, écuyer, seigneur de Saternaut et de Graincourt, crée chevalier héréditaire en 1674. La faveur accordée en 1698 l'a été en considération de sa naissance, de ses services et de ceux de ses oncles paternels Philippe et Louis Venant qui étaient commandeurs de Malte et de son oncle Ignace de Belvalet de Famechon[24].

##### Venant de Famechon
- Jean François Joseph de Venant de Famechon, obtient en octobre 1744, par lettres données à Strasbourg, l'érection en marquisat, et donc le titre de marquis, pour la terre et baronnie de Sainte-Croix, d'un revenu très considérable, située au bailliage de Chalon-sur-Saône, relevant du roi à cause du comté de Bourgogne, composée de quatre terres à clocher : Sainte-Croix, Braale, Fronteneau et la Chapellenaude, outre la terre de Confolans et plusieurs hameaux. Sa famille a rendu de grands services dans les emplois militaires, et différentes charges dans la magistrature et a fourni des chevaliers de Saint Jean de Jérusalem[25]. Jean François Joseph de Venant de Famechon, marquis de Sainte-Croix, ancien député de la noblesse d'Artois, époux de Marie Jeanne de Torcy, lègue ses domaines à son fils François Joseph de Venant de Famechon.
- François Joseph de Venant de Famechon, fils de Jean François Joseph, ci-devant chevalier de Saint-Jean de Jérusalem, gouverneur de la ville d'Uzès, capitaine d'infanterie, bénéficie du titre de marquis du fait de l'érection des terres de Famechon et d'Ivergny, etc. en marquisat en mai 1769. Il a épousé une des filles de Charles-Louis Joachim de Chastellier-Dumesnil, marquis du Maisnil, grand-croix de l'ordre de Saint-Louis, lieutenant-général des armées du roi, inspecteur général de la cavalerie et des dragons, commandant pour le roi dans la province du Dauphiné[21].

### Première Guerre mondiale
Pendant la Première Guerre mondiale, Famechon était à proximité du front de l'Artois. Des troupes, par exemple des soldats relevés du front, sont venues cantonner (récupérer, compléter les effectifs, ...) sur la commune, ainsi en novembre 1914.

## Politique et administration

### Découpage territorial
La commune se trouve dans l'arrondissement d'Arras du département du Pas-de-Calais, depuis 1801.

#### Commune et intercommunalités
La commune est membre de la communauté de communes des Campagnes de l'Artois.

#### Circonscriptions administratives
La commune est rattachée au canton d'Avesnes-le-Comte. Avant le redécoupage cantonal de 2014, elle était, depuis 1803, rattachée au canton de Pas-en-Artois.

#### Circonscriptions électorales
Pour l'élection des députés, la commune fait partie de la première circonscription du Pas-de-Calais.

### Élections municipales et communautaires

#### Liste des maires
| Période                                  | Période                       | Identité            | Étiquette | Qualité |
| ---------------------------------------- | ----------------------------- | ------------------- | --------- | --- |
| Les données manquantes sont à compléter. |                               |                     |           | |
| mars 2001                                | 2008                          | Abel Henquenet      |           | |
| mars 2008                                | En cours (au 19 février 2022) | Sébastien Henquenet | DVD       | Technicien agricole et agriculteur Conseiller départemental depuis 2021 Réélu pour le mandat 2014-2020, Réélu pour le mandat 2020-2026, |

## Équipements et services publics

### Justice, sécurité, secours et défense
La commune dépend du tribunal judiciaire d'Arras, du conseil de prud'hommes d'Arras, de la cour d'appel de Douai, du tribunal de commerce d'Arras, du tribunal administratif de Lille, de la cour administrative d'appel de Douai, du pôle nationalité du tribunal judiciaire d’Arras et du tribunal pour enfants d'Arras.

## Population et société

### Démographie
Les habitants de la commune sont appelés les Famechonais.

#### Évolution démographique
L'évolution du nombre d'habitants est connue à travers les recensements de la population effectués dans la commune depuis 1793. Pour les communes de moins de 10 000 habitants, une enquête de recensement portant sur toute la population est réalisée tous les cinq ans, les populations de référence des années intermédiaires étant quant à elles estimées par interpolation ou extrapolation. Pour la commune, le premier recensement exhaustif entrant dans le cadre du nouveau dispositif a été réalisé en 2005.

En 2022, la commune comptait 111 habitants, en évolution de −6,72 % par rapport à 2016 (Pas-de-Calais : −0,72 %, France hors Mayotte : +2,11 %).
| 1793 | 1800 | 1806 | 1821 | 1831 | 1836 | 1841 | 1846 | 1851 |
| ---- | ---- | ---- | ---- | ---- | ---- | ---- | ---- | ---- |
| 277  | 273  | 329  | 375  | 428  | 415  | 405  | 396  | 419  |

| 1856 | 1861 | 1866 | 1872 | 1876 | 1881 | 1886 | 1891 | 1896 |
| ---- | ---- | ---- | ---- | ---- | ---- | ---- | ---- | ---- |
| 394  | 401  | 438  | 352  | 343  | 284  | 296  | 290  | 253  |

| 1901 | 1906 | 1911 | 1921 | 1926 | 1931 | 1936 | 1946 | 1954 |
| ---- | ---- | ---- | ---- | ---- | ---- | ---- | ---- | ---- |
| 261  | 236  | 205  | 190  | 195  | 188  | 157  | 148  | 172  |

| 1962 | 1968 | 1975 | 1982 | 1990 | 1999 | 2005 | 2006 | 2010 |
| ---- | ---- | ---- | ---- | ---- | ---- | ---- | ---- | ---- |
| 180  | 164  | 147  | 138  | 141  | 139  | 133  | 127  | 119  |

| 2015 | 2020 | 2022 | - | - | - | - | - | - |
| ---- | ---- | ---- | - | - | - | - | - | - |
| 116  | 111  | 111  | - | - | - | - | - | - |

#### Pyramide des âges
En 2018, le taux de personnes d'un âge inférieur à 30 ans s'élève à 31,5 %, soit en dessous de la moyenne départementale (36,7 %). À l'inverse, le taux de personnes d'âge supérieur à 60 ans est de 30,6 % la même année, alors qu'il est de 24,9 % au niveau départemental.
En 2018, la commune comptait 53 hommes pour 64 femmes, soit un taux de 54,7 % de femmes, largement supérieur au taux départemental (51,5 %).
Les pyramides des âges de la commune et du département s'établissent comme suit.
| Hommes | Classe d’âge | Femmes |
| ------ | ------------ | ------ |
| 2,0    | 90 ou +      | 3,3    |
| 8,0    | 75-89 ans    | 9,8    |
| 24,0   | 60-74 ans    | 14,8   |
| 24,0   | 45-59 ans    | 23,0   |
| 16,0   | 30-44 ans    | 13,1   |
| 18,0   | 15-29 ans    | 11,5   |
| 8,0    | 0-14 ans     | 24,6   |

| Hommes | Classe d’âge | Femmes |
| ------ | ------------ | ------ |
| 0,5    | 90 ou +      | 1,6    |
| 5,6    | 75-89 ans    | 8,9    |
| 16,7   | 60-74 ans    | 18,1   |
| 20,2   | 45-59 ans    | 19,2   |
| 18,9   | 30-44 ans    | 18,1   |
| 18,2   | 15-29 ans    | 16,2   |
| 19,9   | 0-14 ans     | 17,9   |

## Culture locale et patrimoine

### Lieux et monuments
- L'église Notre-Dame, comportant une tour clocher-porche de style néo-roman, un vaisseau unique avec une abside arrondie, est bâtie en briques au XIXe siècle (vers 1837), en bordure de l'ancienne voie romaine. Au début du XVIIe siècle, l'église primitive, placée sous le vocable de Saint-Genest, se trouvait au milieu du cimetière actuel, sur les hauteurs du village. D'après l'iconographie des Albums de Croÿ, elle comportait un clocher campenard à deux cloches, une unique nef de trois travées et un chœur plus étroit couverts en tuiles. Elle fut rebâtie vers 1700 puis disparut au moment de la Révolution française. Ensuite, le cadastre napoléonien (1836) ne fait apparaître aucun édifice jusqu'à la reconstruction de l'église actuelle.[réf. nécessaire]
- Le temple protestant (désaffecté et transformé en salle des fêtes), en pierre calcaire de style néoclassique, bâti en 1862 (comme l'atteste la date inscrite sur le fronton) à la suite d'un premier édifice élevé en bois en 1836 à la sortie du village.[réf. nécessaire]
- Le monument aux morts[40].

### Héraldique
| Blason de Famechon | Blason  | D'or à deux fasces d'azur, accompagnées de neuf merlettes de gueules, rangées 5, 3 et 1. |
| Blason de Famechon | Détails | Le statut officiel du blason reste à déterminer.                                         |

## Pour approfondir